# Blohm & Voss Bv 144

Silnik BMW 801 eksponowany w MLP w Krakowie

Blohm & Voss Bv 144 – niemiecki samolot pasażersko-transportowy, którego skonstruowanie i budowa były przeznaczone do powojennej służby w lotnictwie niemieckim, jednak ze względu na niekorzystny dla Trzeciej Rzeszy obrót sytuacji na froncie spowodował, iż wyprodukowano zaledwie jeden egzemplarz tego samolotu.
W 1940 roku Blohm & Voss zaprojektował na wniosek Lufthansy samolot pasażerski krótkiego lub średniego zasięgu. W czasie wojny w Niemczech z entuzjazmem rozwijano projekty, takie jak ten, mające służyć w komercyjnym lotnictwie po wygranej przez Niemcy wojnie. BV 144 był tak nowoczesny w swojej konstrukcji, że Lufthansa natychmiast zamówiła dwa prototypy w lipcu 1940 roku. Po upadku Francji w 1940 roku Niemcy postanowili wykorzystać przemysł francuski zlecając fabryce Louis-Breguet Aircraft Company w Anglet, w regionie Nowa Akwitania we Francji zbudowanie dwóch prototypów na podstawie gotowego projektu. BV 144 był całkowicie metalowym górnopłatem, napędzanym przez dwa gwiaździste silniki BMW 801 MA. Unikalną cechą BV 144 było skrzydło, które zostało zaprojektowane w sposób umożliwiający regulację kąta natarcia o 9° przez elektromechaniczne urządzenie, które obracało za pomocą drążka skrzydło. Samolot obsługiwała 3-osobowa załoga i był zaprojektowany do przewozu od 18 do 23 pasażerów.
Dziewiczy lot pierwszego prototypu odbył się w sierpniu 1944 roku. W tym czasie Niemcy wycofywali się z Francji i projekt porzucono. Po przejęciu obu prototypów przez Francuzów zastosowali oni na w pełni wykończonym samolocie swoje oznaczenia i po przewiezieniu go koleją do TuluzaTuluzy kontynuowali testy BV 144 po wojnie w 1946 roku. Drugi niedokończony prototyp nie został ukończony przez Francuzów po wojnie. Oba prototypy po zakończeniu testów zostały złomowane.